# Cristian Pațurcă
Cristian Pațurcă (n. 10 septembrie 1964, București, Republica Populară România – d. 18 ianuarie 2011, București, România) a fost un cantautor, compozitor, revoluționar și prodemocrat român. Este autorul "Imnului Golanilor" precum și al altor piese cântate la Manifestațiile din Piața Universității, în perioada aprilie - iunie 1990.

## Activitate profesională
În anul 1981 George Voiculescu, Gabi Voiculescu și Cristian Pațurcă, încă elevi de liceu fiind, au constituit grupul „Telefon“ susținând concerte pe scenele Caselor de Cultură bucureștene cât și în sălile de festivități ale mai multor licee. 
Un an mai târziu, în toamna lui 1982, în componența grupului este îmbogățită cu doi noi membri: Gabriel Andrieș — solist vocal, Mihai Negulescu — chitară bas, Cristian Pațurcă — chitară solo, George Voiculescu — chitară și Gabriel Voiculescu — percuție.
Urmează participarea la faza finală a Festivalului Național „Cântarea României“, la care grupul a obținut locul I, precum și o serie de concerte pe scenele Cluburilor bucureștene („Tehnic Club“, „Modern Club“, Arhitectură, Casa de Cultură „Mihai Eminescu“). După perioadă de pauză concertistică grupul revine în actualitate, într-o nouă formulă, în care apare un element inedit — la Bassinthesyses — Liliana Solomovici. 
În această formulă „Telefon“ obține locul II la Festivalul Național „Cântarea României“, în același an 1984. 
Un an mai târziu — un alt moment important în activitatea grupului — participarea în octombrie 1985 la Gala formațiilor rock care s-a desfășurat la Buzău. 
Din martie 1986 Cristian Pațurcă este înlocuit cu mai experimentatul chitarist Sorin Sfârlea (ex-Gong), urmând participarea la Festivalul de rock de la Bacău unde grupul câștigă premiul II și aprecierile unui public entuziast. 
Trebuie menționat și faptul că Sorin Sfârlea — chitară solo, George Voiculescu — clape și Gabi Voiculescu — percuție au primit premii pentru calitatea interpretării.
În 1989 Pațurcă (chitară solo) în componența trupei bucureștene „Rond“, trupă ajutată din umbră de Tic Petroșel („Holograf“). Din componența trupei mai făceau parte și Călin Murg (solist vocal), Andrei Stanoievici (clape), Florin Russo (bas) și Cristian Neag (tobe). În același an „Rond“ primește Trofeul „Conexiuni Rock — Cluj-Napoca 1989“ obținând alte premii și la Tg.Mureș, Buzău și Bacău.

## Decesul
Cristian Pațurcă a murit în data de 18 ianurie 2011, la vârsta de 46 de ani, după o lungă bătălie cu tuberculoza. A fost găsit mort în garsoniera în care locuia cu chirie, de către proprietarul locuinței.
A fost înmormântat la Cimitirul Bellu, pe Aleea Artiștilor, fiind vecin cu Tatiana Stepa, Florian Pittiș și Adrian Pintea. A lăsat în urmă un fiu.

## Distincții
În data de 27 aprilie 2010, Cristian Pațurcă a fost decorat de președintele Traian Băsescu, cu Crucea Națională „Serviciul Credincios - clasa a III-a”, cu motivarea: în semn de apreciere pentru înalta sa ținută morală, pentru curajul și credința dovedite în apărarea și promovarea drepturilor și libertăților democratice în țara noastră.